# Spirits Having Flown
Spirits Having Flown trinaesti je studijski album australskog rock sastava The Bee Gees, koji izlazi u siječnju 1979.g. Bio je to prvi album Bee Geesa, nakon soundtracka Saturday Night Fever. Spirits Having Flown, prodao se u više od 30 milijuna primjeraka širom svijeta. Tri skladbe s album dolaze na prvo mjesto američke top ljestvice.

## Povezanost Bee Geesa i Chicaga (sastav)
Na albumu gostuje rog sekcija (James Pankow, Walt Parazaider i Lee Loughnane) pod imenom Chicago. U to vrijeme upravo su završavali svoj studijski album Hot Streets.

## Popis pjesama
1. "Tragedy" – 5:05 (Barry Gibb/Robin Gibb/Maurice Gibb)
2. "Too Much Heaven" – 4:57 (B. Gibb/R. Gibb/M. Gibb)
3. "Love You Inside Out" – 4:13 (B. Gibb/R. Gibb/M. Gibb)
4. "Reaching Out" – 4:07
5. "Spirits (Having Flown)" – 5:21 (B. Gibb/R. Gibb/M. Gibb)
6. "Search, Find" – 4:16
7. "Stop (Think Again)" – 6:41
8. "Living Together" – 4:23
9. "I'm Satisfied" – 4:23
10. "Until" – 2:27

## Izostavljeni materijal
Bee Gees, također su snimili i skladbu "Desire" za album, na kojoj kao gost vokale izvodi Andy Gibb, međutim on je odbio da pjesma bude objavljena na albumu i umjesto toga izdana je na njegovom solo singlu.

## Nagrade
Spirits Having Flown proglašen je najboljim Pop/Rock albumom 1979. godine, na American Music Awards svečanosti 1980.g.

## Top ljestvica
| Godina | Top ljestvica | Pozicija |
| ------ | ------------- | -------- |
| 1979.  | Pop Albumi    | #1       |

## Izvođači
- Barry Gibb - Gitara, Vokal
- Robin Gibb - Vokal
- Maurice Gibb - Bas gitara, Vokal
- Blue Weaver - Sintisajzer, Pianino, Klavijature, Vibrafon, ARP Instrumenti
- Alan Kendall - Bas gitara, Gitara
- Dennis Bryon - Bubnjevi
- Neal Bonsanti - Rog
- Gary Brown - Saksofon
- Harold Cowart - Bas gitara
- Kenneth Faulk - Rog
- Albhy Galuten - Sintisajzer, Bas gitara, Dirigent
- Peter Graves - Rog
- Joe Lala - Udaraljke, Konge
- Lee Loughnane - Rog
- Herbie Mann - Flauta
- James Pankow - Rog
- Walter Parazaider - Rog
- Bill Purse - Rog
- Whit Sidener - Rog
- George Terry - Gitara
- Stanley Webb - Rog
- Daniel Ben Zubulon - Udaraljke, Konge

## Vanjske poveznice
- discogs.com - Bee Gees - Spirits Having Flown